# Mara-Oussoumana
Mara-Oussoumana est un village de la commune de Nganha située dans la Région de l'Adamaoua et le département de la Vina au Cameroun.

## Population
En 1967, Mara-Oussoumana comptait 279 habitants, principalement des Foulbe. Cependant, lors du recensement de 2005, on y a dénombré 289 habitants dont 156 de sexe masculin et 133 de sexe féminin, tandis que les diagnostics du Plan communal de développement (PCD) de la commune de Nganha, réalisé en 2013, ont permis de recenser 372 personnes dont 201 de sexe masculin et 171 de sexe féminin.

## Climat
Nganha bénéficie d'un climat tropical avec une température moyenne de 23,62 °C. Le mois de mars est le plus chaud de l'année avec une température moyenne de 24,6 °C tandis que janvier est le mois le plus froid avec une température moyenne de 21,5 °C. Cependant, cette température peut diminuer jusqu'à atteindre 12,8 °C en décembre, comme elle peut s'élever à 31,5 °C en février.
Concernant les précipitations, on note une variation de 291 mm tout au long de l'année entre 221 mm en août et 0 mm en décembre.

## Projets sociaux et économiques
Le Plan communal de développement de la commune de Nganha a été élaboré en 2013. Il a proposé une stratégie de développement qui incluait l'agriculture, l'industrie animale, la sécurité, l'éducation, la santé publique et plusieurs autres secteurs. Ces projets impliquaient tous les villages de la commune, et notamment Mara-Oussoumana.

### Projets sociaux
Il y avait cinq projets prioritaires, dont le coût estimatif total de 59 300 000 Francs CFA. Deux parmi ces projets se focalisaient sur l'éducation et la formation (l'équipement de 60 tables-bancs à l'EP de Mara-Oussoumana et la construction d'un bloc de deux salles de classe). On a aussi pensé à construire un forage équipé, une case communautaire et un dalot sur la rivière Mara reliant Ngan'ha à Déna, Mbidjoro.

### Projets économiques
Sur le plan économique, on a programmé de construire un hangar de marché (ce qui devrait coûter 20 000 000 Francs CFA), étudier la faisabilité en vue de l'électrification du village d’une source d’énergie et construire un champ fourrager de 4 ha. Ces deux derniers projets avaient un coût estimatif de 6 500 000 Francs CFA.